# Hilara dalmatina
Hilara dalmatina är en tvåvingeart som beskrevs av Gabriel Strobl 1898. Hilara dalmatina ingår i släktet Hilara och familjen dansflugor. Inga underarter finns listade i Catalogue of Life.